# Épizeuxe
L'épizeuxe (du grec ancien de ἐπί / epí (« sur ») et ζευγνυναι / zeugnunai (« joindre »)) est une figure de style fondée sur la répétition contiguë d'un même terme sans mot de coordination. Figure majoritairement utilisée à l'écrit, elle peut néanmoins intervenir à l'oral (à distinguer dès lors du bégaiement) et a pour but de produire un effet d'emphase ou d'insistance. Elle est très proche de la palilogie et constitue un type particulier d'épanalepse ; elle peut évoquer l'anaphore et la répétition.
Pour faire simple et le dire grossièrement, il s'agit de répéter plusieurs fois un mot ou un petit groupe de mot en début de phrases.

## Exemples
- « Ô triste, triste était mon âme / À cause, à cause d'une femme. » (Paul Verlaine[1])
- « David, David triomphe ; Achab seul est détruit » (Athalie, Jean Racine, acte VI, scène 4)
- « Elle déclara que le chevreau serait tué, tué, mais tué par sa main à elle » (Pierre Jean Jouve)
- « Still, still to hear her tender-taken breath » (Bright star, John Keats)
- « O horror, horror, horror. » (Macbeth, William Shakespeare)
- « Words, words, words. » (Hamlet, William Shakespeare)
- « Work, work, work. » (Work, Rihanna)
- « No, no, no. » (Margaret Thatcher, Chambre des communes, 30 octobre 1990)
- « Toc, Toc » (Mike Bartlett, Doctor Who, Saison 10, ép.4, 2017)
- « Ah ! perfide ! perfide ! » (Manon Lescaut, Des Grieux)

## Définition

### Définition linguistique
L'épizeuxe est une opération morpho-syntaxique, c'est-à-dire qu'elle porte sur la forme du mot répété et sur la construction de la phrase. Elle se démarque du reste de la phrase par une répétition immédiate et contiguë d'un syntagme ou d'un mot. La portée sémantique est sauvegardée, c'est-à-dire que le mot ou syntagme visé conserve le même sens qu'avant la transformation.
Pour faire simple c'est la répétition d'un mot ou d'un groupe de mots dans une phrase (le plus souvent à la suite).
L'épizeuxe appartient à la classe des figures de redoublement littéral ou répétition. Elle est un type particulier d'épanalepse et de palilogie.

### Définition stylistique
La figure vise un effet de répétition, d'insistance et d'emphase afin de focaliser l'attention du récepteur sur un propos particulier.
L'épizeuxe est souvent employée dans le langage parlé pour insister sur un sentiment du locuteur. À l'écrit, elle est perçue comme davantage raffinée et d'emploi classique comme au théâtre ou en poésie afin de générer un jeu de sonorités ou de sens lié aux règles de versification ou de prosodie.
L'épizeuxe est employée dans le langage publicitaire de manière systématique pour renforcer un message portant sur une caractéristique du produit vanté. Au cinéma, la répétition d'une même image ou d'une scène peut être considérée comme une épizeuxe si celle-ci porte sur un détail identique à chaque fois. En musique, la trille est une reconduction de cette figure.

### Genres concernés
L'épizeuxe s'utilise majoritairement en poésie ; le registre lyrique favorise son usage afin d'exprimer de manière brute les sentiments du locuteur. Dans le roman, elle peut être employée afin de reproduire le discours oral (oralisation) dans ses imperfections. D'ailleurs, au théâtre, elle permet de rendre plus réaliste les dialogues en intégrant un facteur subjectif influant sur les mots prononcés.
Dans le langage oral, elle peut entrer en conflit de réception avec le bégaiement. La différence provient de l'intentionnalité qui la forme (esthétique dans le cas de l'épizeuxe, involontaire dans le cas du bégaiement).

### Débats
La polémique est avant tout liée à la place de l'épizeuxe dans le type général des figures de redoublement. En effet de nombreuses figures sont proches, tant du point de vue de l'opération mise en œuvre (conduplication, anaphore, répétition) que du point de vue de l'effet (similitude avec l'emphase ou l'insistance). Globalement tous ces procédés sont proches d'une même définition générale et sont tous des synonymes.

## Historique de la notion
Pour Pierre Fontanier, l'épizeuxe est une « figure qui redouble, dans le même membre de phrase, quelques mots, d'un intérêt plus marqué ».

### Figures proches
- redoublement, réduplication, conduplication
- Anaphore, répétition